# Hayce Lemsi
Hayce Lemsi，本名Islam Belouizdad（亦有资料显示为Islem Benmerrah），1987年12月16日出生于哈西迈斯欧德，长居于巴黎，是一名阿尔及利亚裔法国男歌手。

## 生平
Hayce Lemsi的早期生平尚未被公开。他长居于巴黎十七区，自2009年起开始音乐创作，并于同年发布了线上即兴饶舌单曲。

## 作品风格
Hayce Lemsi因其极快的饶舌语速而闻名，被称为“肉体机关枪”（Kalash Humaine），他的即兴饶舌语速甚至一度超过Eminem。

## 专辑
- Un petit pas pour Lemsi（2012年）
- Électron libre（2013年）
- L'or des rois（2015年）
- Électron libre Vol.2（2017年）
- Eurêka（2017年）
- La Haute（2018年）
- Ecorché vif（2019年）
- En attendant ELV3（2021年）
- Electron libre 3（2022年）

## 争议
2017年4月28日，Hayce Lemsi因在乘坐高速列车时逃票且拒绝执法而被捕并判处六个月监禁，他所被关押的普瓦捷-维沃讷监狱在其单曲《Electron Libérable》中被提及。